# ليزا ألفارادو
ليزا ألفارادو (بالإنجليزية: Lisa Alvarado)‏ هي رسامة أمريكية، ولدت في 1982 في سان أنطونيو في الولايات المتحدة.